# HC Eelde
De Hockey Club Eelde is een Nederlandse hockeyclub uit Eelde.

## Geschiedenis
Op 20 augustus 1990 werd Hockeyclub Eelde opgericht door een aantal enthousiaste hockeyers. Door de gemeente werd een grasveld achter sporthal De Marsch toegewezen en deze werd in 1995 tot kunstgrasveld gepromoveerd. In 1997 werd het huidige clubgebouw gerealiseerd. In dat jaar fuseerde de club met HMC, de hockeyclub die ontstond uit het Maartenscollege. Als gevolg hiervan promoveerden de heren en dames van Eelde bij hoge uitzondering van de hockeybond naar de Eerste klasse.
Eelde is momenteel een middelgrote familieclub, waar ze prestatie en recreatie tot één laten komen. In 2007 werd er een tweede kunstgras (semi-waterveld) in gebruik genomen.